# سس خرسی
سس خرسی یا سس کچاپ مهرام به سس‌های کچاپ ساخت شرکت مهرام گفته می‌شود که بطری آنها، ظاهری شبیه به خرس دارد.

## تاریخچه
در دهه ۶۰ خورشیدی که به دلیل شرایط جنگی حاکم در کشور، بازار ایران بر روی برندهای خارجی بسته بود و خیلی از محصولات، کمیاب و نایاب بودند. در آن دوران که مردم محصولات را با بسته‌بندی ارزان‌قیمت – یا بدون بسته‌بندی و به‌صورت فله – تهیه می‌کردند؛ مهرام سس کچاپ را که بیشتر یک محصول خانگی به حساب می‌آمد تا صنعتی، در بسته‌بندی خاصی که تا پیش از آن در ایران وجود نداشت وارد بازار کرد.

## طراحی
بطری این محصول بعد از مصرف، همچنان به‌عنوان یک عروسک اسباب‌بازی قابل استفاده بود و در آن سال‌ها که اسباب‌بازی‌های کودکان تنوع چندانی نداشتند، جلب توجه می‌کرد.
جنس بطری از نوع پلاستیک و نسبتاً نرم است، که برای خروج سس بخش شکم آن قابل فشار دادن است. نوع طراحی به گونه‌ای است که پس از مصرف، مقداری سس در قسمت‌هایی از آن باقی می‌ماند.

### مسائل حقوقی مربوط به طراحی
طراحی سس خرسی، در واقع یک کپی از طراحی بطری‌های عسل خرسی است که طرح آنها در خارج از ایران و برای اولین بار توسط شرکت Dutch Gold استفاده شد. با توجه به این که خرس‌ها در داستان‌ها به عسل علاقه‌مندند (مثلاً وینی د پو)، میان طراحی بطری و محصول ارتباطی منطقی وجود داشت. با این حال، ارتباط چندانی میان خرس و سس کچاپ وجود ندارد.
پس از موفقیت طرح سس‌های خرسی شرکت مهرام، شرکت‌های دیگر اقدام به ساخت سس‌هایی با طراحی مشابه، ولی با تغییرات جزئی کردند.